# غارهای شیر اسپاری A-B
اشکفت‌های شیر اسپاری A-B مربوط به دوران فرادیرینه‌سنگی است و در شهرستان ممسنی، بخش مرکزی، دهستان بکش ۱، ۱ کیلومتری شمال غرب روستای شیراسپاری واقع شده و این اثر در تاریخ ۳۰ بهمن ۱۳۸۶ با شمارهٔ ثبت ۲۰۸۸۳ به‌عنوان یکی از آثار ملی ایران به ثبت رسیده است.